# Путовања са мојом тетком (филм)
Путовања са мојом тетком (енгл. Travels with My Aunt) је филмска комедија из 1972. године, редитеља Џорџа Кјукора. У главној улози је била Меги Смит, која је за своје извођење била номинована за Оскара за најбољу главну глумицу.

## Улоге
| Глумац          | Улога                 |
| --------------- | --------------------- |
| Меги Смит       | тетка Августа Бертрам |
| Алек Макауен    | Хенри                 |
| Луј Госет млађи | Закари                |
| Синди Вилијамс  | Тули                  |